# Regierung Bourguiba I
Die Regierung Bourguiba I war die erste Regierung nach der Unabhängigkeit Tunesiens von Frankreich und wurde kurz nach der Ernennung des Vorsitzenden der Neo-Destur-Partei, Habib Bourguiba, zum Premierminister gebildet. Bourguiba wurde am 11. April 1956 als Nachfolger von Tahar ben Ammar zum Premierminister ernannt, um dessen Regierung abzulösen. Am 15. April 1956 stellte Bourguiba sein Kabinett vor, das bis zum Amtsantritt von Bourguiba als Präsident der Tunesischen Republik am 25. Juli 1957 im Amt blieb.

## Zusammensetzung

### Minister
| Bild | Portefeuille                                                                       |  | Name                  | Partei                                  |
| ---- | ---------------------------------------------------------------------------------- |  | --------------------- | --------------------------------------- |
|      | Premierminister, Minister für Auswärtige Angelegenheiten und Verteidigungsminister |  | Habib Bourguiba       | Neo-Destur-Partei                       |
|      | Vize-Premierminister                                                               |  | Bahi Ladgham          | Neo-Destur-Partei                       |
|      | Staatsminister                                                                     |  | Mongi Slim            | Neo-Destur-Partei                       |
|      | Staatsminister                                                                     |  | Mohamed Masmoudi      | Neo-Destur-Partei                       |
|      | Innenminister                                                                      |  | Taïeb Mehiri          | Neo-Destur-Partei                       |
|      | Justizminister                                                                     |  | Ahmed Mestiri         | Neo-Destur-Partei                       |
|      | Finanzminister                                                                     |  | Hédi Nouira           | Neo-Destur-Partei                       |
|      | Minister für nationale Wirtschaft                                                  |  | Ferjani Bel Haj Ammar | Neo-Destur-Partei                       |
|      | Minister für öffentliche Gesundheit                                                |  | Mahmoud El Materi     | Parteiloser (ehemals Neo-Destur-Partei) |
|      | Landwirtschaftsminister                                                            |  | Mustapha Filali       | Neo-Destur-Partei                       |
|      | Minister für öffentliche Arbeiten                                                  |  | Ezzeddine Abassi      | Neo-Destur-Partei                       |
|      | Minister für Post, Telegrafie und Telefonwesen                                     |  | Mahmoud Khiairi       | Neo-Destur-Partei                       |
|      | Minister für nationale Bildung                                                     |  | Lamine Chebbi         | Neo-Destur-Partei                       |
|      | Minister für Städtebau und Wohnen                                                  |  | André Barouch         | Neo-Destur-Partei                       |
|      | Minister für soziale Angelegenheiten                                               |  | Mohamed Chakroun      | Neo-Destur-Partei                       |

### Staatssekretäre
| Bild | Portefeuille     |  | Name              | Partei            |
| ---- | ---------------- |  | ----------------- | ----------------- |
|      | Information      |  | Béchir Ben Yahmed | Neo-Destur-Partei |
|      | Jugend und Sport |  | Azzouz Rebaï      | Neo-Destur-Partei |